# Abdolmalek Rigi
Abdolmalek Rigi (Perzisch عبدالمالک ریگی) of AbdolMajid Rigi (1983 – 20 juni 2010) was de voormalige leider van Jundullah, een guerrillagroep in het zuiden van Iran die streeft naar autonomie. Rigi werd geboren in Sistan en Beloetsjistan en was een Iraanse soenniet.
Abdolmalek Rigi en zijn broer Abdolhamid Rigi waren betrokken bij verschillende aanslagen in Iran.

## Jeugd
Rigi maakte zijn school nooit af. Op zijn 17e was hij betrokken bij een steekpartij. Hiervoor moest hij enige tijd de gevangenis in. Twee jaar later, op zijn 19e, begon hij zijn eerste gewapende verzet tegen de Iraanse regering waarmee hij naar eigen zeggen voor de rechten van de Beloetsjen vocht. 
Rigi's basis was vooral Pakistan. Daarvandaan bereidde hij aanvallen op de Iraanse veiligheidsdiensten voor.

## Aanslagen/operaties
Bij zijn eerste serieuze operatie richtte Rigi zich op de toen nieuw aangetreden president Ahmadinejad. In 2005 pleegde zijn groep een aanslag op de presidentiële stoet. De president raakte hierbij niet gewond.
Op 14 februari 2007 openden de Jundullah het vuur op een bus vol met leden van de Revolutionaire Garde, wat gevolgd werd door een enorme explosie. 18 gardisten verloren hun leven. Op 19 augustus 2007 ontvoerden Rigi en zijn groep 21 Iraniërs die ze naar Pakistan brachten. Later werden de Iraniërs bevrijd in een operatie van de Pakistaanse politie. Op 25 januari 2009 vielen Rigi en zijn groep een militaire kazerne aan en vermoordden ze twaalf Iraanse soldaten. Op 28 mei 2009 pleegde de Jundullah onder leiding van Rigi een aanslag op een moskee in het zuiden van Iran, in de stad Zahedan. Hierbij verloren 25 Iraanse Beloetsjen het leven. Vijf maanden later vermoordde Rigi een hoge commandant van de Revolutionaire Garde, generaal Ali Shoushtari, in de stad Pishin. In dezelfde explosie verloren 40 andere leden van de Garde hun leven.

## Arrestatie
Rigi was op weg van Dubai naar Bisjkek in Kirgizië om een Amerikaans diplomaat te ontmoeten, maar dit ging niet door. Vlak voordat het vliegtuig waarin Rigi zat het Iraanse luchtruim binnenvloog gaf de Iraanse geheime dienst het sein aan de Iraanse luchtmacht om het vliegtuig tot landen te dwingen in de havenstad Bandar Abbas.
Eenmaal geland op Iraanse bodem werden Abdol Malek Rigi en zijn handlanger Abu Hamza door de Iraanse geheime dienst gearresteerd. Na een paar uur van ondervragingen van Rigi in Bandar Abbas werd hij overgezet op een vliegtuig naar de hoofdstad Teheran.

## Bekentenissen
Twee dagen na zijn arrestatie werd Rigi op 25 februari 2010 op de Iraanse staatstelevisie vertoond, gekleed in lichtblauwe gevangeniskleding. In een tien minuten durende bekentenis gaf hij toe dat hij lange tijd de steun van de CIA had om de Iraanse regering te ondermijnen. Naar eigen zeggen bood de CIA hem veel geld voor elke operatie die schade toebracht aan de Iraanse regering.
Verder sprak hij ook over de steun van de NAVO aan zijn groep. Deze steun werd echter ontkend door de woordvoerder van NAVO. Of de bekentenissen van Rigi kloppen kan niet worden vastgesteld omdat hij deze mogelijk onder druk en na marteling heeft afgelegd.

## Rechtszaak
Na een lange tijd in gevangenschap en veel ondervragingen moest Rigi op 27 mei 2010 voor de rechtbank verschijnen. Hij werd schuldig bevonden voor moord, gewapende overvallen, bomaanslagen, gewapende overvallen op het leger, gewapende overvallen op de politie, gewapende overvallen op burgers, poging tot aanslagen en het veroorzaken van paniek en onrust in de samenleving. Persoonlijk werd hij verantwoordelijk gesteld voor de dood van 50 Iraanse Beloetsjen en de onthoofding van verschillende personen. Rigi had wel een advocaat gekregen maar die kreeg geen kans om hem te verdedigen. De islamitische rechtbank in Teheran sprak al snel zijn vonnis uit en Rigi werd ter dood veroordeeld. Rigi ging in hoger beroep maar dit werd afgewezen door de Iraanse rechtbank.

## Executie
Op 20 juni 2010 werd Rigi bij dageraad geëxecuteerd in de Evin-gevangenis in Teheran in het bijzijn van de families van zijn slachtoffers.